# S/S Bäsingen
S/S Bäsingen är ett svenskt ångfartyg, som från 2016 har hemmahamn i Bäsinge vid Bäsingen. Tidigare låg S/S Bäsingen i Torsång vid Runn.
S/S Bäsingen är systerfartyg till S/S Östa och S/S Laxen. Hon tillverkades 1905 på Gefle Varv för Nedre Dalelfvens flottningsförening som varpbåt. Hon var verksam i sjön Bäsingen tills flottningsverksamheten upphörde i början av 1970-talet. 
S/S Bäsingen används för beställningstrafik sommartid.